# Аятское (Денисовский район)
Аятское (каз. Әйет, Áıet) — село в Денисовском районе Костанайской области Казахстана. Административный центр Аятского сельского округа. Находится примерно в 49 км к северу от районного центра, села Денисовка. Код КАТО — 394037100.

## Население
В 1999 году население села составляло 945 человек (437 мужчин и 508 женщин). По данным переписи 2009 года, в селе проживало 908 человек (430 мужчин и 478 женщин).